# Hydrorafinacja

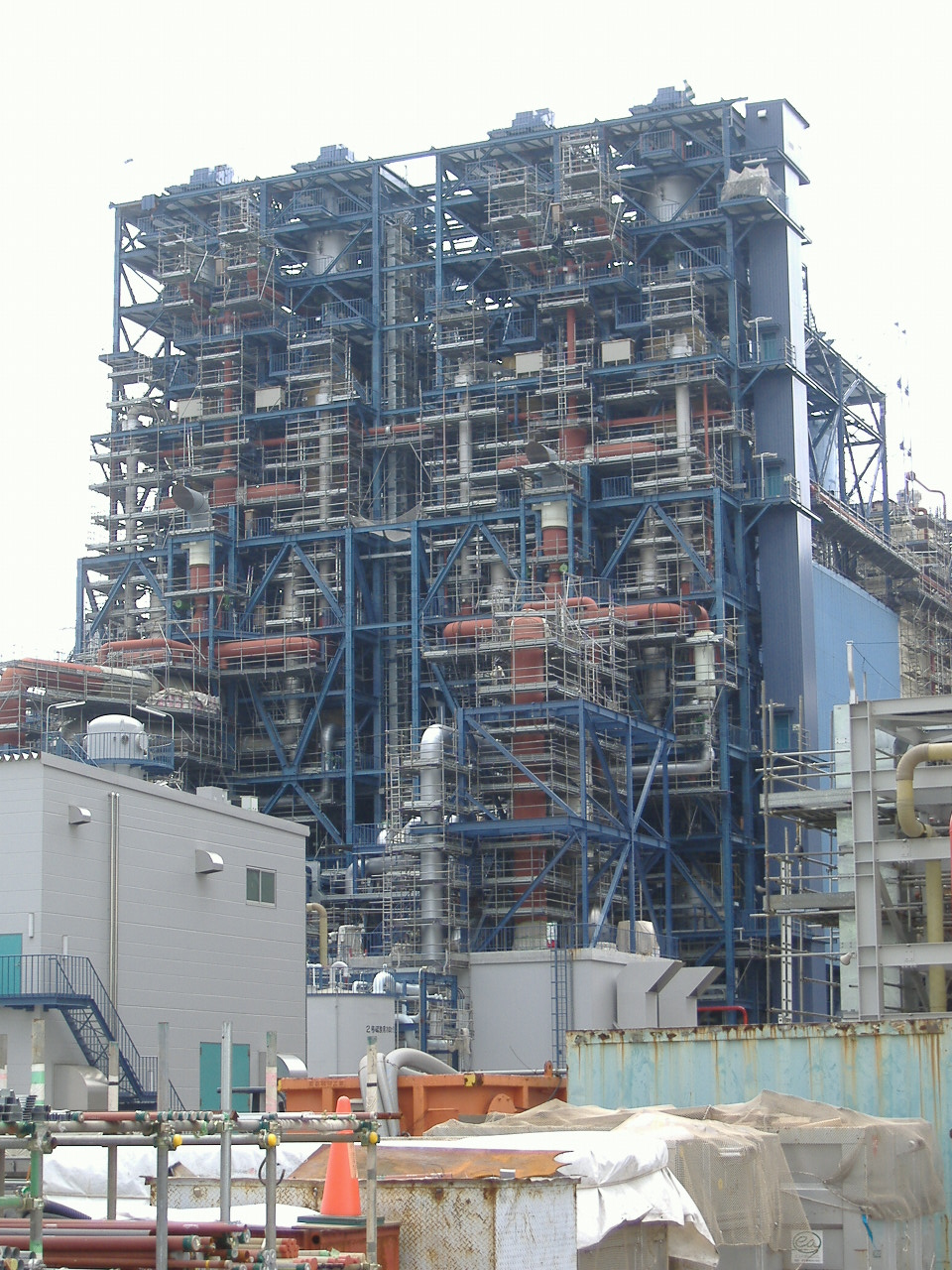
Hydrorafinator

Hydrorafinacja, hydroodsiarczanie – katalityczny proces chemiczny stosowany w przemyśle rafineryjnym, w trakcie którego następuje stabilizacja surowca poprzez obniżenie w nim zawartości siarki, azotu, fluorowców, tlenu i śladów metali oraz wysycenie wiązań podwójnych.
Hydrorafinacji poddaje się głównie półprodukty i produkty przeróbki ropy naftowej oraz jej pozostałości destylacyjne (mazut, gudron), a także produkty koksochemiczne (benzol) oraz frakcje benzynowe i naftowe podczas przygotowywania ich do procesu reformingu.
Proces hydrorafinacji prowadzi się w obecności bogatego w wodór gazu w temperaturze 260–427 °C i pod ciśnieniem 2–7 MPa. W charakterze katalizatorów stosuje się tlenki kobaltu i molibdenu na nośniku w postaci Al2O3, NiO, tiomolibdenianu niklu, siarczków wolframu lub niklu oraz V2O5. Obecnie najczęściej stosowane są tlenki kobaltu i molibdenu na Al2O3 ze względu na łatwość regeneracji i odporność na zatrucie. Przed użyciem tego typu katalizatorów muszą one zostać przygotowane poprzez reakcję z CS2 w celu przeprowadzenia tlenków kobaltu i molidenu w siarczki. Jeśli jednak, obok zmniejszenia zawartości związków siarki, konieczne jest również zmniejszenie zawartości azotu w produkcie, wówczas bardziej efektywne są katalizatory niklowo-kobaltowo-molibdenowe lub niklowo-molibdenowe (na Al2O3).